# Йовлань Оло
Йовлань Оло або Володимир Іванович Ромашкін (ерз. Йовлань Оло; рос. Владимир Ромашкин; 6 вересня 1951, Іцяло, Іцял бує — 29 серпня 2002, Саранськ) — один із очільників ерзянського національного руху кінця ХХ століття, голова націоналістичного об'єднання «Од вий» (Нова сила). Поет, хормейстер, кінодокументаліст, громадський діяч, політик, антиколоніаліст. Лідер музичного гурту «Торама».
Національність — ерзя.

## Біографія
Народився в ерзянській родині в селі Іцяло — на північ від Саранська (Ічалковський район).
1975 закінчив диригентсько-хорове відділення Саранського музичного училища імені Кірюкова — навчався в композитора Нікула Бояркіна. Після цього вступає на диригентсько-хоровий факультет Казанської консерваторії, де навчається у А. Булдакової (закінчив 1980).
1986 — закінчує аспірантуру при Мордовському науково-дослідному інституті мови, літератури та історії, сектор фольклору та мистецтва. Тоді ж вийшла його монографія «Про деякі особливості традиційного пісенного мистецтва мордви-каратаїв», в якій уперше дослідив музичну культуру мокшанського анклаву на території Татарстану (примірник монографії зберігається в Національній бібліотеці України імені Вернадського).
З відродженням національного ерзянського руху наприкінці 1980-тих — активний громадський діяч. Також виступає як сценарист і кінодокументаліст (стрічки «Каратаї», «Витоки»). Співавтор музичного телефільму «Про що співає Торама».
З 1990 — викладач музичних дисциплін у Саранському училищі культури, де популяризує ерзянську музичну традицію.

### Гурт «Торама»
Йовлань Оло зібрав етномузичний гурт «Торама» (ритуальний ріг стародавніх ерзян). Зі самого початку діяльність гурту вийшла далеко за межі суто музичної — виконання ерзянських і мокшанських пісень. Гурт, в якому брали участь два сини Йовланя Оло, претендував на статус релігійної громади, яка пропагувала відродження національної віри ерзян — інешкіпазії, віри у творця усього сущого — Інешкі Паза (верховного небесного бога).
В останні роки життя вдався до відкритої політичної діяльності, заснувавши націоналістичну молодіжну організацію «Од Вій» (Нова сила). Включається в міжнародний фіно-угорський рух, користується підтримкою найвищих державних осіб Естонії та Фінляндії.
На початку 2002 року став жертвою гострої інфекційної хвороби, яка призвела до смерті в міській лікарні Саранська 29 серпня того ж року. За місяць до смерті, у лікарняній палаті, зустрівся з активістом фіно-угорського руху України Ростиславом Мартинюком, який передав для хворого митця ювілейні поштівки «Степан Эрзя», випущені в Києві.
В останні роки життя активно розвивав ідею новітньої «ініціації ерзян» — гуртування представників ерзянської нації на ґрунті єдиної ідеології, подібної до юдаїзму. Це мало стати вирішенням проблеми масової асиміляції ерзян у ХХІ столітті, викликаної розпорошеністю на всій території Євразії — від західних меж Нижегородської області до Сахаліну, та засиллям московського православ'я, яке виступає як інструмент глибокого зросійщення фіно-угрів.

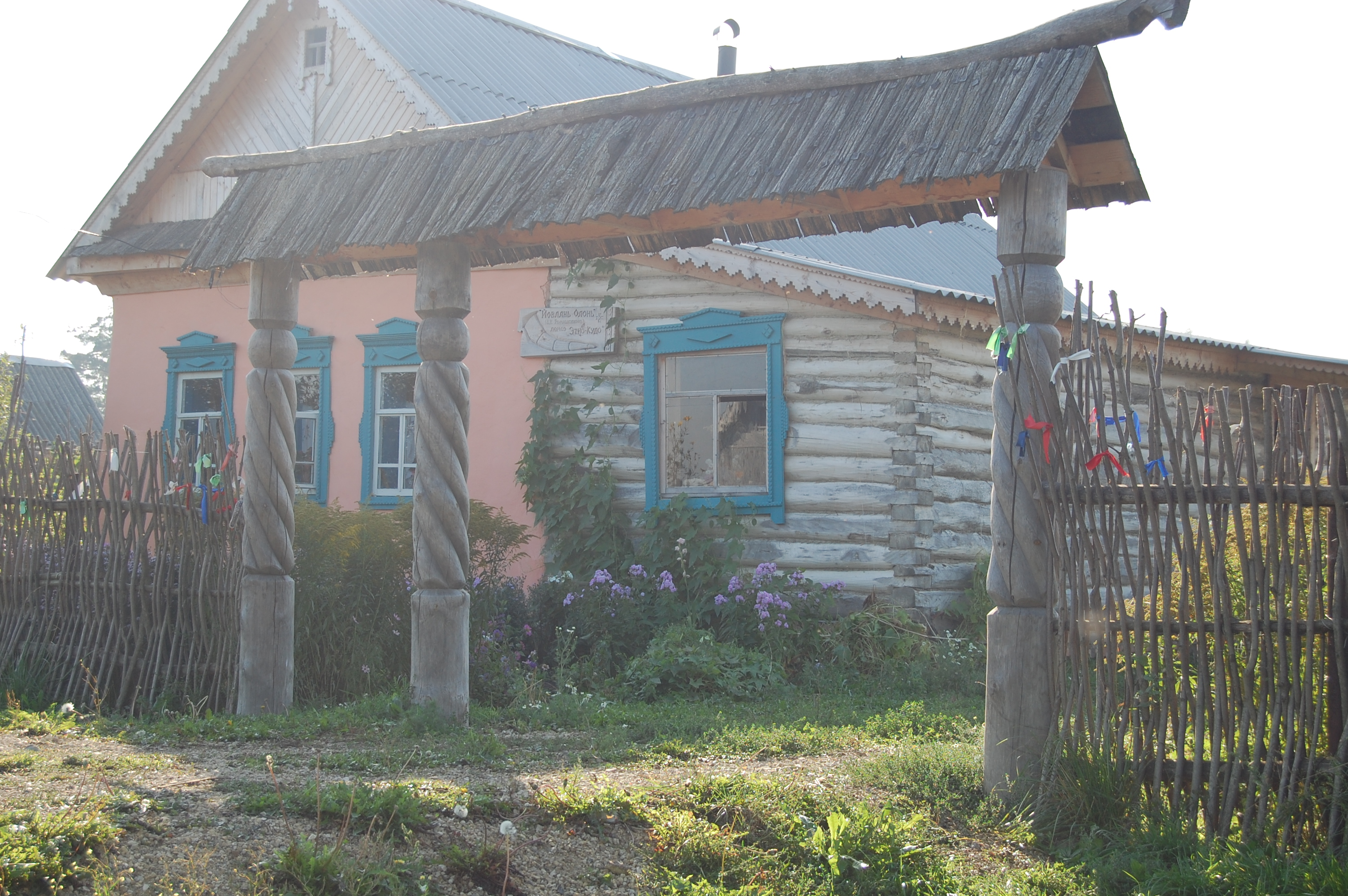
Музей-садиба Йовланя Оло у с. Вирь Тавла, Республіка Мордовія.

## Вшанування
- Нагороджений естонським державним орденом «Хрест Святої Марії».

#### Музей Йовланя Оло
2006 у селі Підлісна Тавла (Вирь Тавла) Кочкуровського району Мордовії відкрився етнографічний ерзянський музей «Йовлань Олонь Этно-Кудо», створений на базі традиційної ерзянської хати, придбаної митцем ще в 1989 році. Там створено центр ерзянського різьблення по дереву, проводять фестиваль ерзянської музики.